# ماديسون كاوثورن
ديفيد ماديسون كاوثورن (بالإنجليزية: David Madison Cawthorn)‏ هو سياسي أمريكي من الحزب الجمهوري ولد في يوم 1 أغسطس 1995 في مدينة أشفيل في كارولاينا الشمالية. تم انتخابه كعضو في مجلس النواب الأمريكي في إنتخابات 2020 ليصبح أصغر عضو في الكونغرس. بعد حادث سيارة في فلوريدا أصبح مقعد.